# Mécia Lopes de Haro
Mécia Lopes de Haro (ur. ok. 1215 w Biscaia, zm. ok. 1270 w Palencia) – królowa Portugalii, w latach 1239–1248. Córka Lope Díaza II z Haro, i Urraki Alfonsy z Leónu – nieślubnej córki króla Alfonsa IX z Leonu. Żona Sancha II, króla Portugalii. Para nie miała dzieci.